# Хонда, Тиэко
Тиэко Хонда (яп. 本多 知恵子 Хонда Тиэко) — японская сэйю. Родилась 28 марта 1963 года в префектуре Токио, Япония. Скончалась 18 февраля 2013 года от рака.

## Позиции в Гран-при журнала Animage
- 1988 год: 7-е место в Гран-при журнала Animage в номинации на лучшую девушку-сэйю[2]
- 1989 год: 20-е место в Гран-при журнала Animage в номинации на лучшую девушку-сэйю[3]

## Роли в аниме
1983
- Plawres Sanshirou — Матико

1984
- Juusenki L-Gaim — Аму Фаннелия

1985
- Маленькая принцесса Сара — Анна

1986
- Мобильный воин ГАНДАМ Зета Два — Эльпео Пур
- Приключения Боско — Араигума
- Heavy Metal L-Gaim I: Pentagona Window + Lady Gyabure — Аму Фаннелия

1987
- Heavy Metal L-Gaim II: Feaweru My Love + Pentagona Doors — Аму Фаннелия
- Elf 17 — Ру
- Heavy Metal L-Gaim III: Fullmetal Soldier — Аму Фаннелия
- Капризы Апельсиновой улицы — Куруми Касуга
- Akai Kodan Zillion — Ами Гаррисон / Опаопа
- Dead Heat — Каори
- Mister Ajikko — Минмин
- Lady Lady!! — Сара Расселл
- Девичья Сила OVA-1 — Ами
- Shin Majinden Battle Royal High School — Мэгуми Кояма

1988
- Moeru! Oniisan — Юкиэ Кокухо
- Kiteretsu Daihyakka — Миёко (вторая часть сериала)
- Akai Kodan Zillion Utahime Yakyoku — Ами Гаррисон / Опаопа
- The Ten Little Gall Force — Ами
- Watt Poe to Bokura no Ohanashi — Бурин
- Капризы Апельсиновой улицы: Я хочу вернуться в тот день — Куруми Касуга
- Himitsu no Akko-chan 2 — Такэй Цукико
- Ryuu Seiki — Руллисия
- Девичья Сила OVA-2 — Ами
- Дьявольский Проект Зеораймер — Мику Химуро
- Жестокий Джек OVA-2 — Том Кат

1989
- Капризы Апельсиновой улицы OVA — Куруми Касуга
- Боб на колесах — Челси Гримвуд
- Девичья Сила OVA — Митти
- Idol Densetsu Eriko — Асами Сэяма
- Tenkuu Senki Shurato — Рэби
- Гайвер OVA — Нацуки Тага
- Mahou Tsukai Sally 2 — Кабу
- 1+2=Paradise — Рика Накамура

1990
- Коты-Самураи — Окара
- Yagami-kun no Katei no Jijou — Номи Ягами
- Похождения Робина Гуда — Клео
- Хаккэндэн: Легенда о Псах-Воинах — Хамадзи
- Ёко - охотница на демонов — Тикако Огава

1991
- Капризы Апельсиновой улицы OVA — Куруми Касуга
- High School Mystery: Gakuen Nanafushigi — Акико Цукикагэ
- Hoshikuzu Paradise — Тисато Миура
- Silent Moebius Movie — Нами Ямигумо
- Choujin Locke/Shin Sekai Sentai — Мия / Элана
- Moero! Top Striker — Каторину
- Это Гринвуд — Мия Игараси

1992
- Фея цветов Мэри Белл (ТВ) — Мэри Белл
- Kyukioku no Sex Adventure Kamasutra — Юкари Цудзи
- Silent Moebius Movie 2 — Нами Ямигумо
- Фея цветов Мэри Белл — Фильм — Мэри Белл
- Tsuyoshi Shikkari Shinasai — Харуми Исида
- Yuu Yuu Hakusho TV — Мисако
- Scramble Wars — Митти

1993
- Роза пустыни: Снежный Апокалипсис — Ирэн

1994
- Akazukin Chacha — Девочка-тануки
- Красавица-воин Сейлор Мун Эс (ТВ) — Тэллу

1995
- Ai Tenshi Densetsu Wedding Peach — Нойз
- Какюсэй OVA-1 — Цубоми
- Компайлер OVA-2 — Плазма

1996
- Бродяга Кэнсин (ТВ) — Адзуса
- Мобильный ГАНДАМ Икс — Энниль Эль
- Адский учитель Нубэ (ТВ) — Идзуна Хадзуки
- Новые капризы Апельсиновой улицы — Куруми Касуга
- Легенда о Кристании OVA — Финесс

1997
- Юная революционерка Утэна (ТВ) — Кодзуэ Каору
- Пламя Рэкки — Микото

1998
- Кибер-команда Акихабары (ТВ) — Дзюн Готокудзи
- Silent Moebius — Нами Ямигумо
- Искусство тени (ТВ) — Фаис

1999
- Корректор Юи — Манами Саяма

2000
- Mutekioh Tri-Zenon — Митён

2001
- Cosmic Baton Girl Comet-san — Принцесса Метеор
- Project ARMS — Би
- Легенда о герое Кондоре — Канганхэй

2002
- В поисках Полной Луны (ТВ) — Мэроко Юй

2003
- Mermaid Melody Pichi Pichi Pitch — Юри
- Лес русалок (ТВ) — Юкиэ

2004
- Гренадёр — Тэнси

2005
- Для сердца 2 (ТВ) — Харука Юдзухара

2006
- Хроника Крыльев (сезон второй) — Титосэ

2008
- Penguin Musume Heart — Марианна
- Соул Итер — Мария

2009
- Для сердца 2 OVA-3 — Харука Юдзухара